# Cansjera
Cansjera é um género botânico pertencente à família Opiliaceae.

## Espécies
- Cansjera helferiana
- Cansjera lanceolata
- Cansjera leptostachya
- Cansjera manillana
- Cansjera monostachya
- Cansjera parvifolia
- Cansjera pentandra
- Cansjera rheedei
- Cansjera timorensis